# シンノリン
シンノリン（Cinnoline）は、化学式 C8H6N2 の複素環式化合物である。ベンゾピリダジン（benzopyridazine）とも呼ばれる。異性体に、フタラジンなどのナフチリジンがある。

## 性質
油を有機塩酸塩と塩基で処理することによって得られる。エーテル溶液を融点（24～25℃）まで冷やすと白色の光沢のある針状結晶に共結晶化する。フリー塩基での融点は39℃である。抱水クロラールに似た刺激臭がある。シンノリン誘導体であるオキシシンノリンカルボン酸は、オルトフェニルプロピオール酸ジアゾクロライドと水から作られる。オキシシンノリンカルボン酸を加熱するとオキシシンノリンが得られ、融点の225℃まで五塩化リンと加熱するとクロロシンノリンが得られる。この化合物は鉄粉と硫酸によって還元されてジヒドロシンノリンになる。

## 発見と合成法
この化合物が初めて合成されたのは置換基があるもので、アルキンo-C6H4(NH2)C≡CCO2Hを水中で環化して得られた4-ヒドロキシシンノリン-3-カルボン酸（4-hydroxycinnoline-3-carboxylic acid）であった。この生成物を脱炭酸とヒドロキシル基の還元をすることで母核であるシンノリンが得られる。この反応は、リヒターシンノリン合成（Richter cinnoline synthesis）と呼ばれる。この合成法を発展させた方法が存在する。それは、酸化水銀を使ってジヒドロシンノリンを脱水素する方法で、塩酸塩として単離できる。
古典的なシンノリンの合成法はヴィドマン-ストーマー合成（Widman-Stoermer synthesis）といい、α-ビニルアニリン、塩酸、亜硝酸ナトリウムの閉環反応である。
始め、亜硝酸ナトリウムが亜硝酸に転化し、求電子剤である三酸化二窒素中間体となる。次に、その中間体が水を失って安定したニトロソアミンとなり、ジアゾニウム塩を形成し、ビニル基によって閉環する。この反応の概念はバンバーガートリアジン合成（Bamberger triazine synthesis）に関係する。
合成法は他に、ボルシェシンノリン合成（Borsche cinnoline synthesis）がある。

## 安全性
毒性がある。